# Theodosius Harnack
Theodosius Harnack, född den 22 december 1816 i Sankt Petersburg, död den 11 september 1889 i Dorpat, var en tysk teolog, far till Adolf von Harnack och till Axel och Otto Harnack.
Harnack studerade i Dorpat, Berlin, Bonn och Erlangen, blev 1847 e.o. och 1848 ordinarie professor i praktisk teologi vid Dorpats kejserliga universitet, 1853 professor i samma ämne i Erlangen och 1866 åter i Dorpat. Särskilt under sina två verksamhetsperioder i Dorpat ingrep han, som en gärna rådfrågad auktoritet, inflytelserikt jämväl i det kyrkliga livet.
Minnesmärken av denna hans verksamhet är bland annat hans skrift Die lutherische Kirche Livlands und die herrnhutische Brüdergemeinde (mot herrnhutismens propoganda i Livland, 1860) och det tillsammans med Harless utgivna arbetet Die kirchlich-religiöse Bedeutung der reinen Lehre von den Gnadenmitteln (1869).
Harnack, som uppfostrats i en herrnhutisk åskådning, genomgick i likhet med många av sina samtida en utveckling till en mera bestämt kyrklig ståndpunkt och blev en av de mest betydande representanterna för den till nytt liv vaknade konfessionellt kyrkliga teologin i den form denna fått i den så kallade Erlangenskolan. 
Harnacks förnämsta arbeten är Luthers Theologie mit besonderer Beziehung auf seine Versöhnungs- und Erlösungslehre (2 band, 1862-86), Praktische Theologie (2 band, 1877-78) och Katechetik (2 band, 1882).